# カタログ番号
カタログ番号（カタログばんごう、Catalog Number）は、販売管理のためレコード会社によって付番されるコード番号である。必ずしも必須ではないが、レコード会社は通常、一意に付番する。RIAJレコード商品番号（規格品番）が存在する日本を例外として統一フォーマットは無く、レコード会社によってフォーマットは独自に定められるが、通常はアルファベット数文字と整数番号の組み合わせであったり、整数番号のみが空白文字やハイフンでつながれたりという形式である。
レーベルとカタログ番号は、レコード出版において非常に重要な情報であり、管理情報として用いられる。

## カタログ番号の例
- ドイツ・グラモフォン 410 892-2: リヒャルト・シュトラウス、メタモルフォーゼン他、カラヤン、BPO
- デッカ 460 844-2: リヒャルト・シュトラウス、アルプス交響曲、アシュケナージ、クリーブランド管

## 参考
IASA (International Association of Sound and Audiovisual Archives) による定義